# Quinzinho
Joaquim Alberto Silva, dit Quinzinho, est un footballeur angolais né le 4 mars 1974 à Luanda et mort le 15 avril 2019 à Alverca do Ribatejo.

## Biographie
Né à Luanda en Angola portugais, Quinzinho a signé avec le FC Porto en 1995 en provenance du club local Atlético Sport Aviação. Il a joué avec parcimonie pendant son passage au FC Porto, barré par Domingos Paciência puis Mário Jardel. Il a été prêté à aux U.D. Leiria et Rio Ave FC, clubs évoluant à l'époque en Primeira Liga. 
Après avoir joué pour le Rayo Vallecano en Espagne, Quinzinho est rentré au Portugal. Détenu par le FC Porto, il fut successivement prêté à d'autres clubs de première division : S.C. Farense, C.D. Aves et F.C. Alverca. En janvier 2003, après une première moitié de saison avec le G.D. Estoril Praia en LigaPro, il est transféré en Chine où il est restera cinq ans, jouant pour des équipes à la fois en Super League ou en League One.
Quinzinho a été sélectionné 40 fois en équipe nationale d'Angola durant sept ans et deux mois. Il a fait ses débuts le 4 septembre 1994, lors d'une victoire à domicile 2-0 contre la Namibie pour les éliminatoires de la Coupe d'Afrique des Nations de 1996.
Quinzinho a participé avec son équipe nationale aux CAN 1996 et CAN 1998, inscrivant un total de trois buts alors que l'Angola se fit éliminer par deux fois en phase de groupes.
Son fils Xande Silva (né en 1997) est également footballeur professionnel. Il joue actuellement au Dijon Football Côte-d'Or, en Ligue 2. 

## Palmarès
- Championnat du Portugal : 1996,1999
- Supercoupe du Portugal : 1996,1999

## Note et référence
1. ↑  (pt) , sur dn.pt
2. ↑  « Football/Ligue 2. Xande Silva (DFCO) : « Il faut toujours aller de l’avant » », sur www.bienpublic.com (consulté le 10 août 2022)